# Končistá (Vysoké Tatry)
Končistá (polsky Kończysta, maďarsky Koncsiszta, 2537,5 m n. m.) je štít ve Vysokých Tatrách na Slovensku.

## Poloha
Končistá je nejvyšší vrchol v bočním hřebeni Vysokých Tater vycházejícím přímo na jih z Popradského Ľadového štítu. Celý hřeben je jižně od sedla pod Drúkom nazýván hřebenem Končisté. Nachází se v něm ještě Malá Končistá, Štôlska veža a Severná veža Končistej. Hora má tři vrcholy, na nejvyšším jižním leží volný skalní blok Jármayho stôl.
Východní svahy hory spadají do Batizovské doliny, západní pak do Štôlské doliny.

## Přístup
Na Končistou nevede značená turistická stezka, výstup je možné realizovat jen jako horolezec a nebo v doprovodu horského vůdce. Samotný výstup patří ve Vysokých Tatrách mezi jednodušší a hora není pro horolezce příliš zajímavá. V okolí se nachází pouze jediná turistická značka. Červená Tatranská magistrála v úseku mezi sedlem pod Ostrvou a Velickou dolinou prochází kolem jižního konce hřebene Končisté.
Významné výstupy:
- 1874 Alexandr Münich se společníky, první doložený výstup na severní vrchol.
- 1906 Viktor Lorens, zimní výstup na jižní vrchol.